# 오트손주의 캉통
프랑스 오트손주에는 총 17개의 캉통이 속해 있다. 2015년 3월 행정구역 총개편으로 인해 현재는 다음과 같이 설치되어 있다.
- 당피에르쉬르살롱
- 그레
- 에리쿠르 1
- 에리쿠르 2
- 쥐세
- 뤼르 1
- 뤼르 2
- 뤽쇠이유레뱅
- 마르네
- 멜리제
- 포르쉬르손
- 리오즈
- 생루쉬르세무즈
- 세쉬르손에생탈방
- 베술 1
- 베술 2
- 빌레르세젤